# A Fidzsi-szigetek az 1992. évi nyári olimpiai játékokon
A Fidzsi-szigetek a spanyolországi Barcelonában megrendezett 1992. évi nyári olimpiai játékok egyik részt vevő nemzete volt. Az országot az olimpián 4 sportágban 18 sportoló képviselte, akik érmet nem szereztek.

## Atlétika
Férfi
| Versenyző              | Versenyszám    | Előfutam         | Előfutam         | Előfutam         | Negyeddöntő | Negyeddöntő | Negyeddöntő | Elődöntő | Elődöntő | Elődöntő | Döntő         | Döntő         |
| Versenyző              | Versenyszám    | Idő              | Hely.            | Össz.            | Idő         | Hely.       | Össz.       | Idő      | Hely.    | Össz.    | Idő           | Hely.         |
| ---------------------- | -------------- | ---------------- | ---------------- | ---------------- | ----------- | ----------- | ----------- | -------- | -------- | -------- | ------------- | ------------- |
| Gabriele Qoro          | 100 m          | 11,14            | 7.               | 67.*             | kiesett     | kiesett     | kiesett     | kiesett  | kiesett  | kiesett  | kiesett       | kiesett       |
| Apisai Driu Baibai     | 200 m          | 22,07            | 6.               | 63.*             | kiesett     | kiesett     | kiesett     | kiesett  | kiesett  | kiesett  | kiesett       | kiesett       |
| Apisai Driu Baibai     | 400 m          | 47,81            | 5.               | 51.              | kiesett     | kiesett     | kiesett     | kiesett  | kiesett  | kiesett  | kiesett       | kiesett       |
| Albert Miller          | 110 m gát      | 14,88            | 8.               | 38.              | kiesett     | kiesett     | kiesett     | kiesett  | kiesett  | kiesett  | kiesett       | kiesett       |
| Autiko Daunakamakama   | 400 m gát      | 53,90            | 7.               | 40.              |             |             |             | kiesett  | kiesett  | kiesett  | kiesett       | kiesett       |
| Davendra Prakash Singh | 5000 m         | nem állt rajthoz | nem állt rajthoz | nem állt rajthoz |             |             |             |          |          |          | kiesett       | kiesett       |
| Davendra Prakash Singh | 3000 m akadály | 9:07,49          | 10.              | 31.              |             |             |             | kiesett  | kiesett  | kiesett  | kiesett       | kiesett       |
| Binesh Prasad          | 10 000 m       | 31:46,19         | 28.              | 50.              |             |             |             |          |          |          | kiesett       | kiesett       |
| Binesh Prasad          | Maraton        |                  |                  |                  |             |             |             |          |          |          | nem ért célba | nem ért célba |

| Versenyző     | Versenyszám | Selejtező | Selejtező | Döntő    | Döntő   |
| Versenyző     | Versenyszám | Eredmény  | Helyezés  | Eredmény | Hely    |
| ------------- | ----------- | --------- | --------- | -------- | ------- |
| Gabriele Qoro | Távolugrás  | 722 cm    | 41.       | kiesett  | kiesett |

| Versenyző     | Versenyszám | 100 m | 100 m | Távolugrás | Távolugrás | Súlylökés | Súlylökés | Magasugrás | Magasugrás | 400 m | 400 m | 110 m gát | 110 m gát | Diszkoszvetés | Diszkoszvetés | Rúdugrás | Rúdugrás | Gerelyhajítás | Gerelyhajítás | 1500 m  | 1500 m | Végeredmény | Végeredmény |
| Versenyző     | Versenyszám | Idő   | Pont  | Eredmény   | Pont       | Eredmény  | Pont      | Eredmény   | Pont       | Idő   | Pont  | Idő       | Pont      | Eredmény      | Pont          | Eredmény | Pont     | Eredmény      | Pont          | Idő     | Pont   | Pont        | Helyezés    |
| ------------- | ----------- | ----- | ----- | ---------- | ---------- | --------- | --------- | ---------- | ---------- | ----- | ----- | --------- | --------- | ------------- | ------------- | -------- | -------- | ------------- | ------------- | ------- | ------ | ----------- | ----------- |
| Albert Miller | Tízpróba    | 11,40 | 774   | 650 cm     | 697        | 13,21 m   | 680       | 182 cm     | 644        | 50,76 | 780   | 15,08     | 840       | 39,90 m       | 663           | 380 cm   | 562      | 57,80 m       | 705           | 4:48,81 | 626    | 6971        | 24.         |

Női
| Versenyző       | Versenyszám | Előfutam | Előfutam | Előfutam | Negyeddöntő | Negyeddöntő | Negyeddöntő | Elődöntő | Elődöntő | Elődöntő | Döntő   | Döntő   |
| Versenyző       | Versenyszám | Idő      | Hely.    | Össz.    | Idő         | Hely.       | Össz.       | Idő      | Hely.    | Össz.    | Idő     | Hely.   |
| --------------- | ----------- | -------- | -------- | -------- | ----------- | ----------- | ----------- | -------- | -------- | -------- | ------- | ------- |
| Vaciseva Tavaga | 100 m       | 12,47    | 8.       | 49.      | kiesett     | kiesett     | kiesett     | kiesett  | kiesett  | kiesett  | kiesett | kiesett |
| Vaciseva Tavaga | 200 m       | 25,07    | 7.       | 45.      | kiesett     | kiesett     | kiesett     | kiesett  | kiesett  | kiesett  | kiesett | kiesett |

* - egy másik versenyzővel azonos időt ért el

## Cselgáncs
Férfi
| Versenyző                   | Versenyszám | Selejtező                           | 32-es főtábla                     | Nyolcaddöntő      | Negyeddöntő       | Elődöntő          | Vigaszág első kör | Vigaszág nyolcaddöntő | Vigaszág negyeddöntő | Vigaszág elődöntő | Bronz- mérkőzés   | Döntő             | Helyezés |
| Versenyző                   | Versenyszám | Ellenfél Eredmény                   | Ellenfél Eredmény                 | Ellenfél Eredmény | Ellenfél Eredmény | Ellenfél Eredmény | Ellenfél Eredmény | Ellenfél Eredmény     | Ellenfél Eredmény    | Ellenfél Eredmény | Ellenfél Eredmény | Ellenfél Eredmény | Helyezés |
| --------------------------- | ----------- | ----------------------------------- | --------------------------------- | ----------------- | ----------------- | ----------------- | ----------------- | --------------------- | -------------------- | ----------------- | ----------------- | ----------------- | -------- |
| Nacanieli Takayawa-Qerawaqa | Váltósúly   | Olivier Schaffter (SUI) · 0000-1100 | kiesett                           | kiesett           | kiesett           | kiesett           |                   |                       |                      |                   |                   | 34.               |          |
| Aporosa Boginisoko          | Középsúly   | erőnyerő                            | Giorgio Vismara (ITA) · 0000-1000 | kiesett           | kiesett           | kiesett           |                   |                       |                      |                   |                   | 21.               |          |

Női
| Versenyző                    | Versenyszám  | Selejtező         | Nyolcaddöntő                     | Negyeddöntő       | Elődöntő          | Vigaszág nyolcaddöntő | Vigaszág negyeddöntő | Vigaszág elődöntő | Bronz- mérkőzés   | Döntő             | Helyezés |
| Versenyző                    | Versenyszám  | Ellenfél Eredmény | Ellenfél Eredmény                | Ellenfél Eredmény | Ellenfél Eredmény | Ellenfél Eredmény     | Ellenfél Eredmény    | Ellenfél Eredmény | Ellenfél Eredmény | Ellenfél Eredmény | Helyezés |
| ---------------------------- | ------------ | ----------------- | -------------------------------- | ----------------- | ----------------- | --------------------- | -------------------- | ----------------- | ----------------- | ----------------- | -------- |
| Laisa Laveti Tuifagalele     | Középsúly    | erőnyerő          | Claire Lecat (FRA) · 0000-0001   | kiesett           | kiesett           |                       |                      |                   |                   |                   | 16.      |
| Asenaca Lesivakaruakitotoiya | Félnehézsúly | erőnyerő          | Ulla Werbrouck (BEL) · 0000-1000 | kiesett           | kiesett           |                       |                      |                   |                   |                   | 16.      |

## Úszás
Férfi
| Versenyző        | Versenyszám    | Előfutam         | Előfutam         | Előfutam         | Döntő   | Döntő   | Döntő   | Helyezés |         |
| Versenyző        | Versenyszám    | Idő              | Hely.            | Össz.            | Típus   | Idő     | Hely.   | Helyezés |         |
| ---------------- | -------------- | ---------------- | ---------------- | ---------------- | ------- | ------- | ------- | -------- | ------- |
| Foy Gordon Chung | 50 m gyors     | 28,75            | 5.               | 70.              | kiesett | kiesett | kiesett | kiesett  | kiesett |
| Foy Gordon Chung | 100 m gyors    | 1:03,96          | 5.               | 73.              | kiesett | kiesett | kiesett | kiesett  | kiesett |
| Foy Gordon Chung | 100 m mell     | 1:13,51          | 3.               | 54.              | kiesett | kiesett | kiesett | kiesett  | kiesett |
| Foy Gordon Chung | 200 m mell     | 2:41,10          | 4.               | 50.              | kiesett | kiesett | kiesett | kiesett  | kiesett |
| Carl Probert     | 50 m gyors     | 26,31            | 4.               | 65.              | kiesett | kiesett | kiesett | kiesett  | kiesett |
| Carl Probert     | 100 m gyors    | 57,25            | 7.               | 71.              | kiesett | kiesett | kiesett | kiesett  | kiesett |
| Carl Probert     | 200 m gyors    | 2:04,52          | 3.               | 50.              | kiesett | kiesett | kiesett | kiesett  | kiesett |
| Carl Probert     | 400 m gyors    | nem állt rajthoz | nem állt rajthoz | nem állt rajthoz | kiesett | kiesett | kiesett | kiesett  |         |
| Carl Probert     | 100 m hát      | 1:04,92          | 3.               | 50.              | kiesett | kiesett | kiesett | kiesett  | kiesett |
| Carl Probert     | 200 m hát      | 2:22,54          | 5.               | 42.              | kiesett | kiesett | kiesett | kiesett  | kiesett |
| Carl Probert     | 100 m pillangó | 1:04,10          | 8.               | 68.              | kiesett | kiesett | kiesett | kiesett  | kiesett |
| Carl Probert     | 200 m vegyes   | 2:22,09          | 2.               | 48.              | kiesett | kiesett | kiesett | kiesett  | kiesett |

Női
| Versenyző        | Versenyszám    | Előfutam         | Előfutam         | Előfutam         | Döntő   | Döntő   | Döntő   | Helyezés |         |
| Versenyző        | Versenyszám    | Idő              | Hely.            | Össz.            | Típus   | Idő     | Hely.   | Helyezés |         |
| ---------------- | -------------- | ---------------- | ---------------- | ---------------- | ------- | ------- | ------- | -------- | ------- |
| Sharon Pickering | 50 m gyors     | 28,90            | 3.               | 47.              | kiesett | kiesett | kiesett | kiesett  | kiesett |
| Sharon Pickering | 100 m gyors    | 1:01,42          | 5.               | 45.              | kiesett | kiesett | kiesett | kiesett  | kiesett |
| Sharon Pickering | 200 m gyors    | 2:12,43          | 5.               | 34.              | kiesett | kiesett | kiesett | kiesett  | kiesett |
| Sharon Pickering | 100 m hát      | nem állt rajthoz | nem állt rajthoz | nem állt rajthoz | kiesett | kiesett | kiesett | kiesett  | kiesett |
| Sharon Pickering | 100 m pillangó | 1:06,35          | 2.               | 45.              | kiesett | kiesett | kiesett | kiesett  | kiesett |
| Sharon Pickering | 200 m vegyes   | 2:30,11          | 3.               | 40.              | kiesett | kiesett | kiesett | kiesett  | kiesett |

## Vitorlázás
Férfi
| Versenyző  | Versenyszám     | Futam | Futam  | Futam | Futam | Futam | Futam | Futam | Futam | Futam | Futam | Pontszám | Helyezés |
| Versenyző  | Versenyszám     | 1     | 2      | 3     | 4     | 5     | 6     | 7     | 8     | 9     | 10    | Pontszám | Helyezés |
| ---------- | --------------- | ----- | ------ | ----- | ----- | ----- | ----- | ----- | ----- | ----- | ----- | -------- | -------- |
| Tony Philp | Szörfvitorlázás | 0,0   | (31,0) | 16,0  | 21,0  | 15,0  | 3,0   | 15,0  | 23,0  | 29,0  | 28,0  | 150      | 10.      |

Nyílt
| Versenyző                            | Versenyszám | Előfutam | Előfutam | Előfutam | Előfutam | Előfutam | Előfutam | Előfutam | Előfutam | Csoportkör | Csoportkör | Csoportkör | Csoportkör | Csoportkör | Csoportkör | Csoportkör | Kieséses szakasz | Kieséses szakasz | Helyezés |
| Versenyző                            | Versenyszám | 1        | 2        | 3        | 4        | 5        | 6        | Pont     | Hely.    |            |            |            |            |            | Pont       | Hely.      | Elődöntő         | Döntő            | Helyezés |
| ------------------------------------ | ----------- | -------- | -------- | -------- | -------- | -------- | -------- | -------- | -------- | ---------- | ---------- | ---------- | ---------- | ---------- | ---------- | ---------- | ---------------- | ---------------- | -------- |
| Colin Dunlop Colin Philp David Philp | Soling      | 29,0     | 29,0     | 26,0     | 29,0     | (30,0)   | 28,0     | 141      | 23.      | kiesett    | kiesett    | kiesett    | kiesett    | kiesett    | kiesett    | kiesett    | kiesett          | kiesett          | 23.      |